# Joe Shaughnessy
Joe Shaughnessy (ur. 6 lipca 1992 w Oughterard) – irlandzki piłkarz występujący na pozycji obrońcy w Dundee F.C.